# Jonas de Gélieu
Jonas de Gélieu (* 21. August 1740 in Les Bayards; † 17. Oktober 1827 in Colombier NE) war ein Schweizer Pfarrer und Bienenzüchter.

## Leben
Als Sohn des Pfarrers Jacques Gélieu erhielt er nach seinem Studium an der Universität Basel und Akademie von Genf 1760 von der Vénérable Classe ou Compagnie des Pasteurs in Neuchâtel die Berechtigung, das reformierte Pfarramt wahrzunehmen. Zwischen 1760 und 1763 war er Diakon und Hilfsprediger in Kirchgemeinden des Val de Travers und arbeitete zwischen 1762 und 1763 mit dem Pfarrer Frédéric-Guillaume de Montmollin in Môtiers, der durch seine Auseinandersetzung mit Jean-Jacques Rousseau traurige Berühmtheit erlangen wird, zusammen. Es kam zu Begegnungen mit Rousseau.
1763 erhielt Jonas de Gélieu die Pfarrstelle von Lignières. Er unterhielt dort ein Pensionat für junge Männer und widmete sich der Bienenzucht, über die er in der Folgezeit mehrere Schriften veröffentlichte. Jonas de Gélieu gilt als einer der Wegbereiter der modernen Bienenzucht. Er unternahm daneben weitere naturwissenschaftliche Studien, war Mitglied mehrerer Gelehrtengesellschaften und veröffentlichte konservative politische Schriften. Am 28. September 1778 heiratete er Isabelle Frêne, die Tochter des Pfarrers Théophile-Rémy Frêne aus Tavannes. Das Paar hatte elf Kinder. Der spätere preußische General Bernhard von Gélieu war sein Enkel.
Jonas de Gélieu erhielt 1790 die Pfarrstelle von Colombier und Auvernier. Als Prediger in Colombier hatte er Kontakt zu den aufklärerisch gesinnten Kreisen um Isabelle de Charrière, deren politischen Ideen er anders als sein Amtsvorgänger David de Chaillet ablehnte und bekämpfte. 1793 nahm er seine aus Darmstadt zurückgekehrte Schwester Salomé de Gélieu im Pfarrhaus von Colombier auf und empfing nach den Niederlagen Napoleons und der Rückgewinnung Neuchâtels durch das preußische Königshaus Besuche des preußischen Königs Friedrich-Wilhelm III. gemeinsam mit seinem Sohn Wilhelm sowie des preußischen Kronprinzen Friedrich-Wilhelm.
Als Jonas de Gélieu 1821 einen Schlaganfall erlitt, lernte er, mit der linken Hand zu schreiben. Er starb sechs Jahre später an einem weiteren Schlaganfall.

## Werke (Auswahl)
- Beschreibung der Cylinderförmigen Bienenkörbe von Stroh und den hölzernen mit doppeltem Boden. Aus dem Französischen übersetzt von Johannes Rissler. Basel: S. Flick 1796.
- Der wohlerfahrene Bienenvater oder auf fünfundsechzigjährige Erfahrung gegründete Anweisung, die Bienenstöcke zu erhalten und sie zu erneuern. Mülhausen: J. Rissler & Comp. 1817.